# Atarba (Ischnothrix) confluenta
Atarba (Ischnothrix) confluenta is een tweevleugelige uit de familie steltmuggen (Limoniidae). De soort komt voor in het Australaziatisch gebied.